# Грейтоніт
Грейтоніт — мінерал, свинцево-арсенова сульфосіль з хімічним складом Pb9As4S15. Вважається низькотемпературним диморфом йорданіту.
Грейтоніт був виявлений у 1939 році у копальні Ексельсіор, Серро-де-Паско, Перу. Названий на честь геолога Л. К. Грейтона (1880—1970), який мав давнє відношення до копалень Серро-де-Паско. Інше місце, де його знаходили, — одна з копалень Rio Tinto, Мінас-де-Ріотінто (Уельва), Іспанія. Кристали звідти дуже схожі на кристали з Серро де Паско.